# Blepharita albirena
Blepharita albirena är en fjärilsart som beskrevs av Charles Boursin 1944. Blepharita albirena ingår i släktet Blepharita och familjen nattflyn. Inga underarter finns listade i Catalogue of Life.